# Love Goes
Love Goes is het derde studioalbum van de Britse zanger Sam Smith. Het album werd uitgebracht op 30 oktober 2020 door Capitol Records. Het album heette oorspronkelijk To Die For en zou in juni 2020 uitgebracht worden. Door de Coronapandemie werd dit uitgesteld. Smith vond het gebruik van het woord "die" (dood) gevoelloos door wat veel mensen tijdens de pandemie doormaakten.
Voor het album werd uitgebracht werden er al een aantal singles uitgebracht ter promotie van het album. "Promises" met Calvin Harris, "Fire on Fire" van de miniserie Watership Down, "Dancing with a stranger" met Normani, "How Do You Sleep?", "I Feel Love (een cover van Donna Summers single), "To Die For" en "I'm Ready" met Demi Lovato waren in eerste instantie allemaal onderdeel van het album maar stonden uiteindelijk als bonusnummers op het album, met uitzondering van "I Feel Love".
Het album kwam in Nederland op plek 6 van de Album Top 100 en in België op plek 5 van de Ultratop (België) in Vlaanderen en plek 18 in Wallonië.

## Tracklist
| Nr. | Titel                              | Duur |
| --- | ---------------------------------- | ---- |
| 1.  | Young                              | 2:32 |
| 2.  | Diamonds                           | 3:32 |
| 3.  | Another One                        | 3:07 |
| 4.  | My Oasis                           | 2:59 |
| 5.  | So Serious                         | 2:51 |
| 6.  | Dance ('Til You Love Someone Else) | 3:43 |
| 7.  | For the Lover That I Lost"         | 2:56 |
| 8.  | Breaking Hearts                    | 2:42 |
| 9.  | Forgive Myself                     | 3:39 |
| 10. | Love Goes                          | 4:44 |
| 11. | Kids Again                         | 3:27 |

##### Bonus tracks
| Nr. | Titel                   | Duur |
| --- | ----------------------- | ---- |
| 12. | Dancing with a stranger | 2:51 |
| 13. | How Do You Sleep?       | 3:23 |
| 14. | To Die For              | 3:31 |
| 15. | I'm Ready"              | 3:20 |
| 16. | Fire on Fire            | 4:06 |
| 17. | Promises                | 3:35 |